# Peter Honess
Peter Honess (Londra, 8 agosto 1946) è un montatore britannico.

## Filmografia

### Cinema
- Tommy Gibbs criminale per giustizia (Hell Up in Harlem), regia di Larry Cohen (1973)
- Baby Killer (It's Alive), regia di Larry Cohen (1974)
- Champions, regia di John Irvin (1984)
- Memed My Hawk, regia di Peter Ustinov (1984)
- Electric Dreams, regia di Steve Barron (1984)
- Plenty, regia di Fred Schepisi (1985)
- Highlander - L'ultimo immortale (Highlander), regia di Russell Mulcahy (1986)
- The Believers - I credenti del male (The Believers), regia di John Schlesinger (1987)
- Madame Sousatzka , regia di John Schlesinger (1988)
- Vendetta trasversale (Next of Kin), regia di John Irvin (1989)
- La casa Russia (The Russia House), regia di Fred Schepisi (1990)
- Verdetto finale (Ricochet), regia di Russell Mulcahy (1991)
- Campione... per forza! (Mr. Baseball), regia di Fred Schepisi (1992)
- Una bionda tutta d'oro (The Real McCoy), regia di Russell Mulcahy (1993)
- 6 gradi di separazione (Six Degrees of Separation), regia di Fred Schepisi (1993)
- L'uomo ombra (The Shadow), regia di Russell Mulcahy (1994)
- Rob Roy, regia di Michael Caton-Jones) (1995)
- La prossima vittima (Eye for an Eye), regia di John Schlesinger (1996)
- L.A. Confidential, regia di Curtis Hanson (1997)
- Codice Mercury (Mercury Rising), regia di Harold Becker (1998)
- Sai che c'è di nuovo? (The Next Best Thing), regia di John Schlesinger (2000)
- Faccia a faccia (Disney's The Kid), regia di Jon Turteltaub (2000)
- Fast and Furious (The Fast and the Furious), regia di Rob Cohen (2001)
- Unico testimone (Domestic Disturbance), regia di Harold Becker (2001)
- Harry Potter e la camera dei segreti (Harry Potter and the Chamber of the Secrets), regia di Chris Columbus (2002)
- Troy, regia di Wolfgang Petersen (2004)
- Æon Flux - Il futuro ha inizio (Æon Flux), regia di Karyn Kusama (2005)
- Poseidon, regia di Wolfgang Petersen (2006)
- La bussola d'oro (The Golden Compass), regia di Chris Weitz (2007)
- Una notte con Beth Cooper (I Love You, Beth Cooper), regia di Chris Columbus (2009)
- Percy Jackson e gli dei dell'Olimpo - Il ladro di fulmini (Percy Jackson & the Olympians: The Lightning Thief), regia di Chris Columbus (2010)
- Words and Pictures, regia di Fred Schepisi (2013)
- Romeo and Juliet, regia di Carlo Carlei (2013)

### Televisione
- Tre vite allo specchio (If These Walls Could Talk), regia di Cher e Nancy Savoca - film TV (1996)